# Església de Sant Jaume de Vila-real
L'església arxiprestal de Sant Jaume de Vila-real, amb disseny de transició entre el barroc tardà classicista i l'academicisme neoclàssic, és un temple catòlic situat molt a prop de la plaça de la Vila, en el centre històric de la població, i seu d'una parròquia i d'un arxiprestat del bisbat de Sogorb-Castelló.

## Història

### Església gòtica
Existí una primitiva església, iniciada pocs anys després de la conquesta, l'11 d'abril de 1298, i després fou reemplaçada per un temple més gran, cobert amb volta de creueria, durant els segles xv i xvi, amb la participació, entre d'altres, de Miquel Garcia, Pere Mateu, Antoni Dalmau, Joan de Caritat, Joan Alcanyís o Pere Compte. Durant el segle xvii es feren diverses reformes, la més important fou la construcció de la capella de la Comunió en 1652 i uns anys després, la remodelació del temple.
Tenia una nau de cinc trams amb un absis que contenia tres altars, capelles laterals entre els contraforts, cor alt als peus, i als costats de l'absis estava la capella de la Comunió i la sagristia. La façana tenia una portada, un rosetó i una torre on estava el rellotge. I hi havia una altra portada, al costat de l'Epístola, anomenada Portal Xic.
La torre campanar, que encara es manté, fou construïda entre 1682 i 1703 per Jaume i Severí Sebastià seguint el projecte d'Agustí Màyquez, amb pedra de les pedreres de Borriol i Benadressa.

### Església barroca
Derruït l'antic temple, per haver-hi quedat menut front a la forta expansió demogràfica de la població, a excepció de la torre campanar, de les traces presentades per construir el nou temple guanyà Joan Josep Nadal, qui també fou el mestre d'obres des de l'inici de la construcció en 1753 fins a la seua mort en 1763. En 1756 es paralitzen les obres per problemes econòmics. Posteriorment dirigiren les obres Josep Dols i Josep Ayora. L'església es va beneir en 1779 però la capella de la Comunió no es finalitzà fins a l'any 1798.

### Decoració neoclàssica
Entre 1785 i 1798 foren directors de l'obra Bartomeu Ribelles, el qual decorà el temple i feu projectes de la capella de la Comunió, cor i altar major, que estaven per fer, i Vicent Gascó, el qual construí i decorà la capella de la Comunió, amb unes consideracions estètiques acadèmiques.
Josep Vergara realitza els frescos de les petxines del creuer (cap al 1772-1774 o 1777) amb escenes de la vida i mort de sant Jaume, i de la capella de la Comunió (1796-1798), amb motius eucarístics.
El pintor Vicent Castell el 1908 completà la decoració de l'enorme recinte amb composicions realitzades als extrems de les naus laterals i que tenen relació amb els llocs concrets on es troben: la pica de batejar i el carnerari als peus i la capella de la Comunió i la sagristia a les capçaleres.

### Darreres actuacions
El 26 d'agost de 1996, la Direcció General de Patrimoni Artístic va incoar expedient per a la declaració de Bé d'Interés Cultural, amb la categoria de Monument, a favor de l'església de Sant Jaume. I el 20 de febrer de 2004 es fa la declaració.
Entre els anys 2007 i 2008 es realitzà una completa rehabilitació del temple, amb motiu d'haver-hi estat elegida com una de les seus de l'exposició Espais de llum, promoguda per la fundació La Llum de les imatges, que es realitzà durant els anys 2008 i 2009.

## Arquitectura

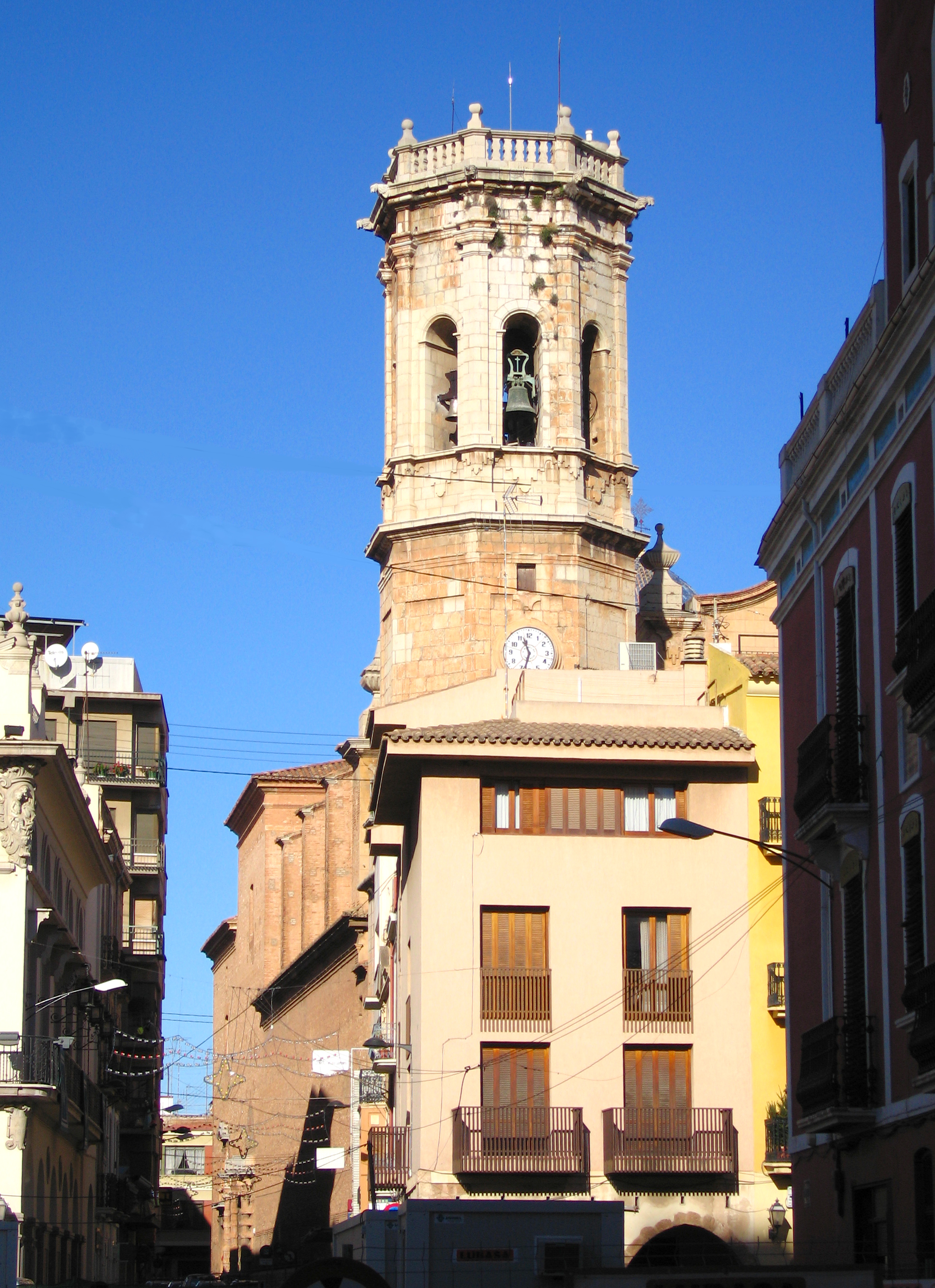
Campanar

### Estructura
Temple de planta rectangular (75 x 45 m), tipus saló, amb tres naus de la mateixa altura (22 m) suportades per vuit pilars i les pilastres corresponents en els laterals, de secció quadrada i cimaci sobre capitells corintis, transsepte amb creuer, presbiteri, cor alt als peus i capelles entre els contraforts.
Les capçaleres de les naus laterals i les de les capelles són planes mentre la capçalera de la nau central i els braços del transsepte són poligonals. El creuer suporta una cúpula —33 m d'altura— carregada sobre tambor —octagonal amb finestres d'arc rebaixat en les cares— i petxines. La nau central es cobrix amb volta de canó amb llunetes, les laterals, amb volta d'aresta i l'absis central amb volta de quadrant d'esfera vuitavada.

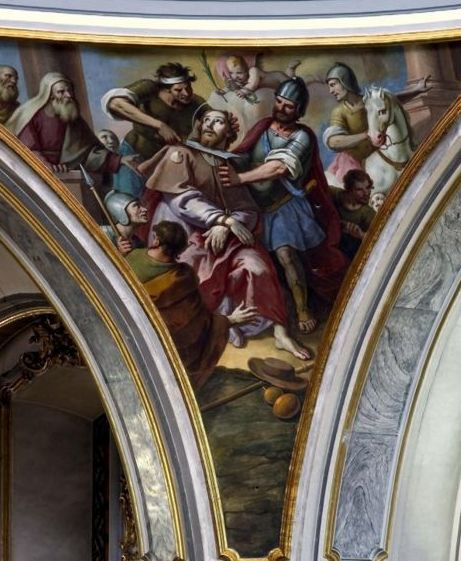
El Martiri de Sant Jaume, fresc de Josep Vergara pintat en una de les petxines del creuer

Rodejant el presbiteri se situen, en el costat de l'Epístola, la sagristia, de planta rectangular, que es cobrix amb volta bufada oval, i al damunt, l'Aula Capitular, i en el costat de l'Evangeli, la capella de la Comunió, de planta quadrangular, capçalera circular coberta amb volta bufada de disseny radial, carregada sobre pilastres cantoneres amb el fust enfonsat i el capitell corinti.

### Portades
L'església consta de tres portades més la portada de la capella e la Comunió. La Portada principal molt senzilla, amb llinda motlurada, que continua en els brancals, en una façana amb cornisa mixtilínia carregada amb pitxers de pedra. La Portada del mercat, amb llinda, i emmarcada per pilastres. La Portada de la pescaderia, amb llinda emmarcada per dues columnes adossades faixades alternant carreus i pedra sense escalabornar. I la Portada de la capella de la Comunió, de dos cossos, amb llinda emmarcada per pilastres que sostenen un entaulament amb forta cornisa, i al damunt, una fornícula emmarcada per pilastres i rematada per un frontó.

### Torre campanar
Torre de 42 m d'altura, de planta quadrangular el primer cos, de 9 m de costat, rematat per pinacles amb un fort basament en els quatre angles, i octagonal els altres dos cossos. El cos de les campanes presenta obertures de mig punt amb dovelles i imposta motlurada en cada cara, i pilastres en els angles, per suportar un entaulament que dona pas a una balustrada carregada en els angles per pinacles rematats amb boles.

## Museu parroquial
En l'actualitat i malgrat constituir la principal col·lecció museística d'una parroquial al País Valencià, i el testimoni més nombrós i important de la producció del pintor italià Paolo de San Leocadio a la nostra terra, presenta un estat deplorable, desorganitzat, sense una ubicació adequada i a falta de la necessària catalogació. Amb la celebració de l'exposició Espais de Llum, algunes de les obres han estat restaurades, si bé es van quedar sense solucionar els accessos i la ubicació. Amb la inclusió d'un grup de peces provinents del suprimit convent de dominiques del Corpus Christi, els problemes s'han agreujat, constituint un munt d'obres de difícil contemplació i mal col·locades, sense que l'església ni cap administració s'hi vulguen fer càrrec. De la col·lecció museística destaquen algunes obres pictòriques i orfebreria:
- Icona de la Mare de Déu (segle xv). Tremp sobre fusta. Anònim oriental.
- Retaule del Salvador (finals del segle xv). Pintura sobre tauler de Paolo de San Leocadio, amb predel·la, tres carrers, polseres i àtic. Destaca la predel·la amb cinc escenes de la Passió, i l'àtic, amb l'Anunciació. En l'actualitat no forma part del Museu i es troba absurdament col·locat al costat de la porta principal, exposat al deteriorament.
- Retaule de Sant Jaume (segona dècada segle xvi). Olis sobre fusta de Paolo de San Leocadio, del qual sols es conserven sis taules.
- Crist portacroce (finals del segle xv). Oli sobre fusta. Paolo de San Leocadio.
- Crucifixió (1565). Oli sobre fusta. Gaspar Becerra.
- Sant Vicent Ferrer (meitat segle xvi). Oli sobre llenç de seguidor de Joan de Joanes.
- Custòdia processional gòtica (1480), de Francesc Certina. D'argent daurat a foc, repussat, cisellat, amb elements de fosa.
- Crismeres gòtiques (finals segle xv), punxó de València. D'argent del seu color, batut amb elements de fosa. Conjunt de tres peces muntades sobre un peu hexagonal.
- Calze renaixentista (finals segle xv), punxó de València. D'argent del seu color, peu circular amb sis lòbuls repussats, tres dels quals decorats al cisell amb emblemes de la Passió i nuc prismàtic hexagonal.
- Copó-arqueta amb àngels orants (primer terç segle xvi), atribuït a Francesc Certina; punxó de València. D'argent daurat a foc, repussat, cisellat i fos.
- Reliquiari de la Vera Creu (primer terç segle xvi), punxó de València. D'argent daurat a foc, repussat, cisellat i fos.
- Calze renaixentista (segon terç segle xvi), sense punxó, tallers valencians. D'argent del seu color, peu circular amb sis lòbuls repussats, decorats al cisell amb emblemes de la Passió.
- Creu processional (últim terç segle xvii), sense punxó, tallers valencians. D'argent repussat, cisellat i fos, del seu color excepte el Crist i la Mare de Déu que estan daurats a foc.
- Creu processional (1700), sense punxó, tallers valencians. D'argent repussat, cisellat i fos, del seu color excepte el Crist que va daurat a foc.